# Cầu Namhae
Cầu Namhae là một cây cầu treo nối Hadong Noryang và Namhae Noryang, Hàn Quốc. Cây cầu được hoàn thành vào năm 1973 tổng chiều dài là 660m. Cây cầu có lắp đặt hệ thống giám sát thời gian thực để theo dõi hiệu quả của nó.